# 戈爾班德河

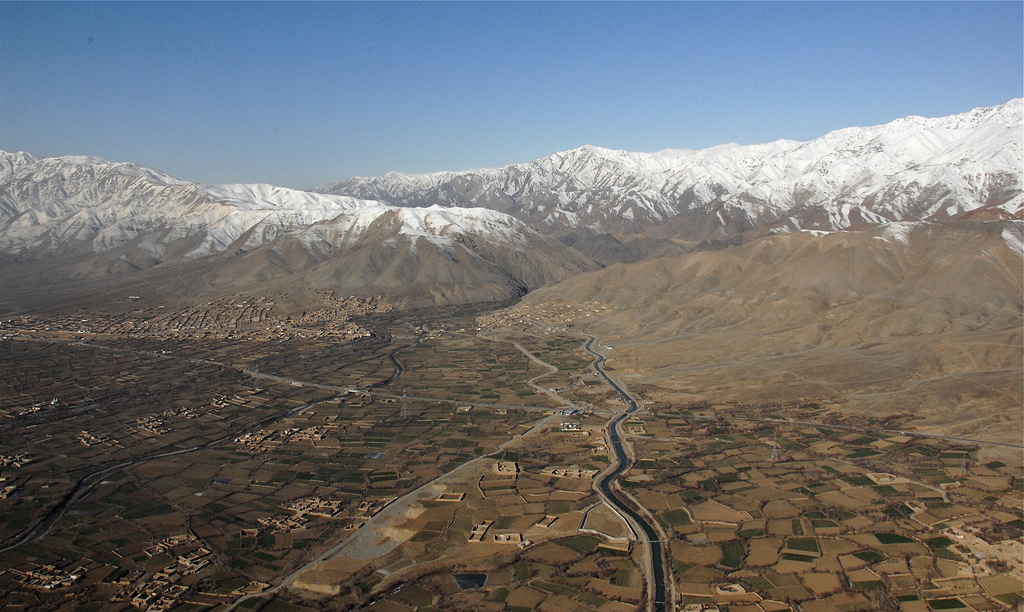
戈爾班德河

戈爾班德河（波斯語：‎），是阿富汗的河流，位於該國中部，流經帕爾旺省，屬於潘傑希爾河的支流，河道全長130公里，河水來自興都庫什山脈的融雪。